# Serra das Matas
Serra das Matas är kullar i Brasilien.   De ligger i delstaten Ceará, i den östra delen av landet, 1 500 km nordost om huvudstaden Brasília.
Omgivningarna runt Serra das Matas är huvudsakligen savann. Runt Serra das Matas är det glesbefolkat, med 18 invånare per kvadratkilometer.